# Louis Abensur
Jacob Louis Abensur (Jakub Ludwik Abensur) – dyplomata polski i saski, jeden z niewielu dyplomatów polskich tych czasów mieszczańskiego pochodzenia.

## Życiorys
Louis Abensur, z pochodzenia Żyd duński, był w latach 1695-1704 i 1704-1713 rezydentem Rzeczypospolitej w Hamburgu. Jego losy znakomicie oddają zamieszanie w polskiej dyplomacji okresu unii z Saksonią i wojen ze Szwecją.
Mianowany jeszcze przez Jana III Sobieskiego w 1695, w 1698 August II Mocny znów nadał mu listy uwierzytelniające. Wettyn nie miał doń jednak zaufania, ponieważ Abensur był w czasie elekcji zaangażowany po stronie księcia Conti, dlatego wolał posługiwać się rezydentem saskim w Hamburgu – Eberbachem.
W 1702 roku wysłany do Gdańska, gdy Karl Gustav von Jordan – inny agent saski pojechał do Paryża. Była to część szeroko zakrojonej gry dyplomatycznej Augusta II.
W 1704 roku Abensur związał się z prymasem Radziejowskim, przywódca opozycji antywettyńskiej a pośrednio też z Leszczyńskim. August II Mocny poinformowany o tym zażądał by władze Hamburga aresztowały Abensura, a jego korespondencje opieczętowały i wydały Eberbachowi. Niechętna Abensurowi hamburska rada miejska chętnie przychyliła się do żądań Augusta.
Wypuszczony na wolność znów związał się z Leszczyńskim, który już jako Stanisław I  uczynił go w 1706 ponownie polskim rezydentem w Hamburgu, którym Abensur tytułował się jeszcze w 1713 roku.
Abensur był z pochodzenia Żydem. Imię Louis  przyjął w 1706 roku na chrzcie. Później poparł partię Stanisława Leszczyńskiego.